# Tiny Toon Adventures
För andra betydelser, se Tiny Toon Adventures (olika betydelser).
Tiny Toon Adventures är en amerikansk-koreansk animerad TV-serie. Programmet hade premiär på den amerikanska TV-kanalen CBS den 14 september 1990. Under säsong 2 licensierades det exklusivt till Fox Kids och senare till Kids WB. Produktionen upphörde 1992 men två specialavsnitt producerades 1994.
Seriens huvudkaraktärer kan sägas vara barnversioner av de klassiska figurerna från Looney Tunes. De går på skolan "ACME Looniversity" där Snurre Sprätt, Daffy Anka, Helmer Mudd med flera figurer är lärare. Under 1991-92 kördes serien av SVT om lördagsmorgnarna med svensk dubbning, som en del av barnprogrammet Klasses frukostklubb. Serien har även visats fristående i TV2 under 1994-95.
Det var det första i en serie av animerade program som producerades av Steven Spielberg i samarbete med Warner Bros. Samarbetet skulle senare resultera i Animaniacs, Pinky och Hjärnan och Freakazoid.
Den 28 oktober 2020 tillkännagavs att serien går i nyproduktion med två nya säsonger under namnet Tiny Toons Looniversity.

## Figurer
- Sigge Sprätt (Buster Bunny) - ljusblå kaninpojke med röd T-shirt. Seriens främsta karaktär.

Svensk röst: Steve Kratz
- Siri Sprätt (Babs Bunny) - rosa kanintjej i jumper och kjol, flickvän till Sigge.

Svensk röst: Louise Raeder
Dessa båda är seriens värdpar, och är mycket noga med att framhålla att de, trots sitt efternamn, varken är släkt med varandra eller med Snurre Sprätt.
- Yuppy Anka (Plucky Duck) - egotrippad grön ankpojke, barnversion av Daffy Anka.

Svensk röst: Staffan Hallerstam
- Glufsen (Hamton J. Pig) - grispojke i blå snickarbyxor, barnversion av Pelle Pigg. Har renlighetsmani.

Svensk röst Hasse Jonsson
- Pelle Propell (Dizzy Devil) - helvild lila varelse med propellermössa, barnversion av den tasmanska djävulen Taz.
- Råskinn (Furrball) - Otursförföljd barnversion av Sylvester.
- Drulle Gråben (Calamity Coyote) - barnversion av Gråben.
- Hjulle Hjulben (Li'l Beeper) - barnversion av Hjulben. Är röd till färgen och bär gymnastikskor.
- Fifi Odeur (Fifi La Fume) - romantiskt lagd lilafärgad skunkflicka med fransk accent. Barnversion av Pepe Le Skunk
- Nicke Nys (Li'l Sneezer) - liten grå muspojke i blöjor. Är allergisk mot en massa saker och nyser med orkanstyrka.
- Jojo Knasboll (Gogo Dodo) - barnversion av den galna dronten Yoyo Dodo i Pelle Pigg-kortfilmen "Porky in Wackyland" (senare omgjord som "Dough for the Do-Do").
- Bokmalen (Bookworm) - en liten grön larv med glasögon.
- Elvira (Elmyra Duff) - En kvinnlig version av Helmer Mudd. Människoflicka som är alla djurfigurernas stora skräck: Hon vill gosa och gulla med alla hon ser men är så hårdhänt att hon skadar eller till och med dödar de hon visar sin "kärlek".

Svensk röst: Louise Raeder
- Elake Max (Montana Max) - Bortskämd rikemansson som ständigt hittar på nya sätt att skada, lura eller bedra de övriga figurerna, men det är alltid han själv som råkar mest illa ut. Sägs vara brorson till Råbarkar-Sam.

Svensk röst: Staffan Hallerstam
- Arnold the Pitbull - muskulös vit hund av rasen pitbull, med drag av Arnold Schwarzenegger. Bär svarta solglasögon.
- Rosita (Shirley The Loon) - Blond lomtjej med Valley girl-accent. Brukar meditera.

Svensk röst : Louise Raeder

## Licensierade produkter
Ett antal leksaker, böcker, TV-spel och videofilmer har släppts under TV-produktionens gång.

### Video
Under tidigt 1990-tal släppte Warner Bros ett flertal videofilmer, såsom Tiny Toon Adventures: How I Spent My Vacation (På svenska Tiny Toons Sommarlov), Best of Buster and Babs, Two Tone Town, Tiny Toon Big Adventures, Tiny Toon: Island Adventures, Tiny Toon Adventures: Music TV, Tiny Toon: Fiendishly Funny Adventures, Tiny Toon: Night Ghoulery och Tiny Toons: It's a Wonderful Christmas Special.
29 juli 2008 släppte Warner Home Video säsong 1, volym 1 av Tiny Toon Adventures på DVD med region 1, innehållande TV-programmets 35 första avsnitt. Säsong 1, volym 2 kommer att släppas den 21 april 2009.
| DVD-titel                   | Avsnitt | Releasedatum   | Övrig information                                                      |
| --------------------------- | ------- | -------------- | ---------------------------------------------------------------------- |
| Säsong 1 Volym 1            | 35      | 29 juli 2008   | Innehåller material från Looney Tunes to Tiny Toons: A Wacky Evolution |
| Säsong 1 Volym 2            | 30      | 21 april 2009  |                                                                        |
| Volym 3: Crazy Crew Rescues | 17      | 8 januari 2013 | Innehåller avsnitt från säsong 2 och 3                                 |
| Volym 4: Looney Links       | 16      | 28 maj 2013    | Innehåller avsnitt från säsong 3                                       |